# Alvéola-branca

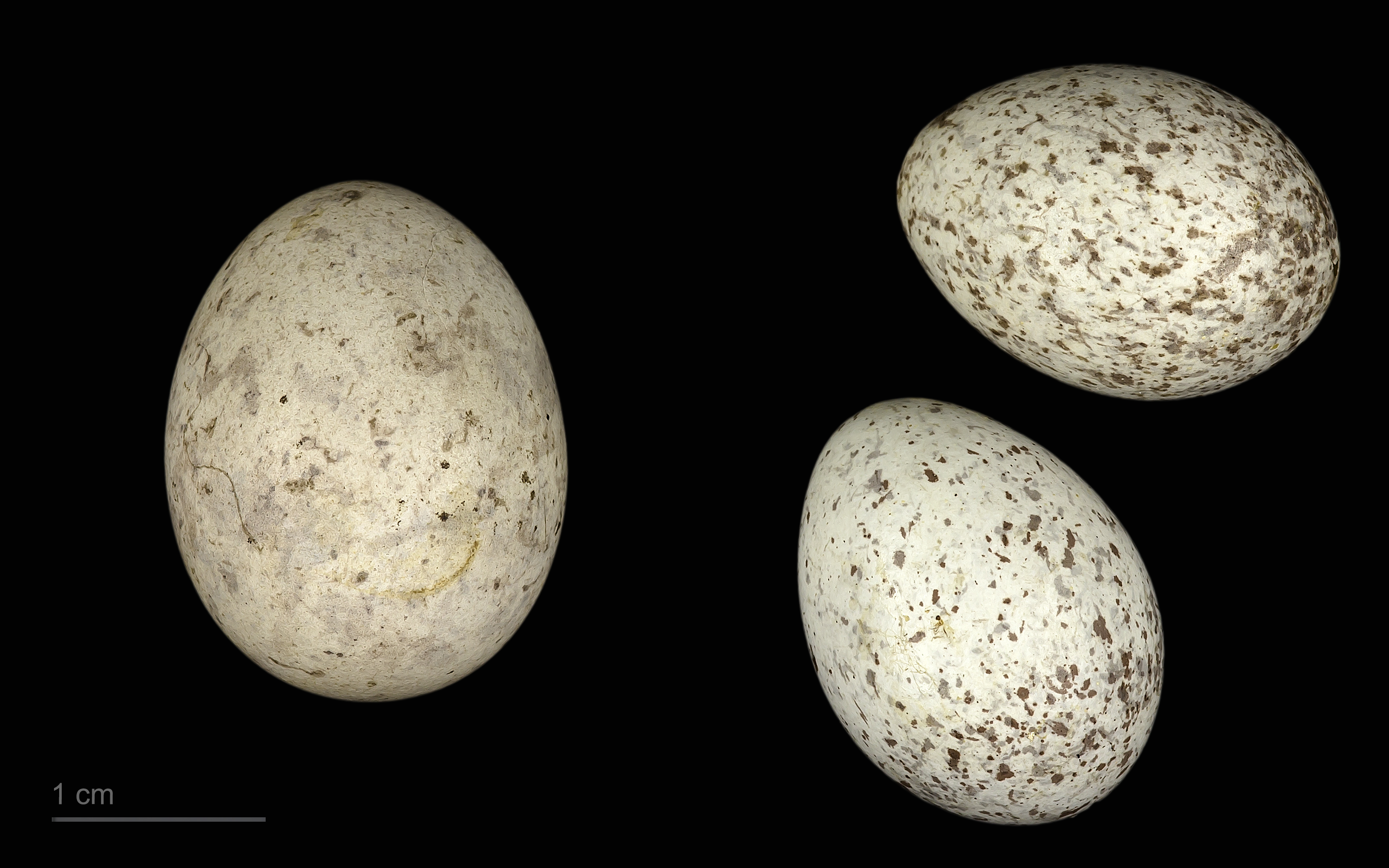
Cuculus canorus canorus em um niho de Motacilla alba - MHNT

A alvéola-branca (Motacilla alba), conhecida como labandeira ou lavandeira, é um pequeno pássaro da ordem Passeriformes, família Motacillidae, que abarca também os géneros Anthus e Macronyx.

## Características
A alvéola-branca é uma ave pequena e elegante, de 16 a 19 cm de comprimento. A subespécie Motacilla alba alba é basicamente cinza em cima e branca na parte debaixo, cara branca e pescoço preto. E “passa bastante tempo no solo, baloiçando bastante a cauda, no que é um comportamento bastante característico”.
A espécie nidifica em fendas de paredes de pedra e estruturas semelhantes, naturais ou feitas pelo homem.

## Distribuição geográfica
Esta espécie vive em muitas partes da Europa, Ásia e o norte da África. Alguns residem permanentemente nesses lugares, e outros migram para a África. É uma ave insectívora de campo aberto. Adapta-se a áreas urbanas procurando alimento em zonas pavimentadas, tais como parques de estacionamento.

## Subespécies
- M. a. yarrellii - Alvéola-branca-enlutada, Ilhas Britânicas
- M. a. personata
- M. a. dukhunensis
- M. a. subpersonata
- M. a. lugens
- M. a. alba - Alvéola-branca-comum